# Mitra
Mitra (лат.) — род морских брюхоногих моллюсков семейства митрид (Mitridae). Средние и крупные хищные брюхоногие моллюски.
Род назван в честь церковного головного убора, митры, из-за схожей с ним формы раковин.
Коллекционеры высоко ценят их раковины. Они гладкие, с высоким завитком и часто ярко окрашены.

## Классификация
На март 2019 года в род включают следующие виды:
- Mitra abbatis Perry, 1811
- Mitra deprofundis H. Turner, 2001
- † Mitra fusiformis (Brocchi, 1814)
- † Mitra fusioides Lea, 1833
- Mitra granata Reeve, 1845
- † Mitra hectori Hutton, 1905
- Mitra inca d'Orbigny, 1841
- Mitra magnifica Poppe & Tagaro, 2006
- Mitra mitra (Linnaeus, 1758) — Епископская митра, или епископская шапка
- Mitra muricata (Broderip, 1836)
- Mitra papalis (Linnaeus, 1758) — Папская митра
- Mitra stictica (Link, 1807) — Митра понтифика
- † Mitra subscrobiculata d'Orbigny, 1852
- Mitra turgida Reeve, 1845
- Mitra variabilis Reeve, 1844
- Mitra vezzaronellyae Cossignani, 2016

Многие виды, которые ранее относимые к роду Mitra, были переведены в последние годы в других роды, в том числе Calcimitra, Gemmulimitra, Isara, Nebularia, Neotiara, Pseudonebularia, Quasimitra, Roseomitra, Strigatella и Vexillum.
Также в род могут включать следующие виды виды:
- Mitra brasiliensis Oliveira, 1869
- Mitra saldanha Matthews & Rios, 1970